# Bas Kast
Bas Kast (Landau in der Pfalz, 16 januari 1973) is een Duitse schrijver en journalist.
Kast werd in Duitsland geboren maar ging in Nederland en Californië naar school. Later studeerde hij psychologie en biologie in Konstanz en Bochum alsook in de Amerikaanse stad Boston. In 2000 ging hij naar Berlijn en werd redacteur van de Berlijnse krant Der Tagesspiegel. 
Kast heeft meerdere boeken geschreven, waarvan drie ook in het Nederlands zijn vertaald: De liefde en waar de hartstocht vandaan komt (2006), Hoe de buik het hoofd helpt denken (2008), Kies je gelukkig (2013) en Het Voedingskompas (2019).
- Bibliothèque nationale de France: cb17871140q (data)
- Gemeinsame Normdatei: 124417000
- International Standard Name Identifier: 0000 0000 1572 9372
- Library of Congress Control Number: no2019082217
- Nationale Bibliotheek van Tsjechië: xx0190700
- Nationale Bibliotheek van Polen: a0000001211290
- Nationale en Universitaire bibliotheek Zagreb: 000746631
- Nederlandse Thesaurus van Auteursnamen: 291310478
- Istituto Centrale per il Catalogo Unico: UBOV981613
- Système universitaire de documentation: 176193855
- Virtual International Authority File: 15704420
- WorldCat: E39PBJrrr47wJrQfwJBwT8MHG3